# Danubio F.C.
Danubio Fútbol Club er en fodboldklub fra Montevideo i Uruguay. Klubben vandt mesterskabet i år 1988 og i år 2004. Navnet Danubio refererer til floden Donau, da Danubio er det spanske navn for floden.

## Anerkendelser
- Nationale mesterskaber: 1988, 2004, 2006-07 og 2013-14.

## Kendte spillere
- Diego Forlán
- Alvaro Recoba
- Ruben Sosa
- José María Giménez
- Marcelo Zalayeta
- Fabián Carini
- Edinson Cavani